# Tipula zernyi
Tipula zernyi är en tvåvingeart som beskrevs av Mannheims 1952. Tipula zernyi ingår i släktet Tipula och familjen storharkrankar. Inga underarter finns listade i Catalogue of Life.